# Agolius bonvouloiri bonvouloiri
Agolius bonvouloiri bonvouloiri é uma subespécie de insetos coleópteros polífagos pertencente à família Aphodiidae.
A autoridade científica da subespécie é Harold, tendo sido descrita no ano de 1860.
Trata-se de uma subespécie presente no território português.